# Cleon John
Cleon John (ur. 25 października 1981 w Diego Martin) – piłkarz tryndadzko-tobagijski grający na pozycji bramkarza. Od 2012 jest zawodnikiem klubu North East Stars.

## Kariera klubowa
Swoją karierę piłkarską John rozpoczął w San Juan Jabloteh. W 2007 roku zadebiutował w nim w trynidadzkiej lidze. W latach 2007 i 2008 wywalczył z nim dwa tytuły mistrza Trynidadu i Tobago. W 2012 roku odszedł do North East Stars.

## Kariera reprezentacyjna
W reprezentacji Trynidadu i Tobago John zadebiutował 6 lutego 2013 roku w przegranym 0:2 towarzyskim meczu z Peru, rozegranym w Couvie. W 2013 roku został powołany do kadry na Złoty Puchar CONCACAF 2013. Na nim był rezerwowym bramkarzem.